# Emmy Vosen
Elvira Vosen, genannt Emmy (geboren 25. Oktober 1881 in Schalke; gestorben 1944 im Ghetto Theresienstadt), war eine deutsche Schneiderin und Modistin. Sie ist ein Opfer des Holocaust, weil sie wegen ihres jüdischen Glaubens von den Nationalsozialisten verfolgt und in Theresienstadt ermordet wurde.

## Leben

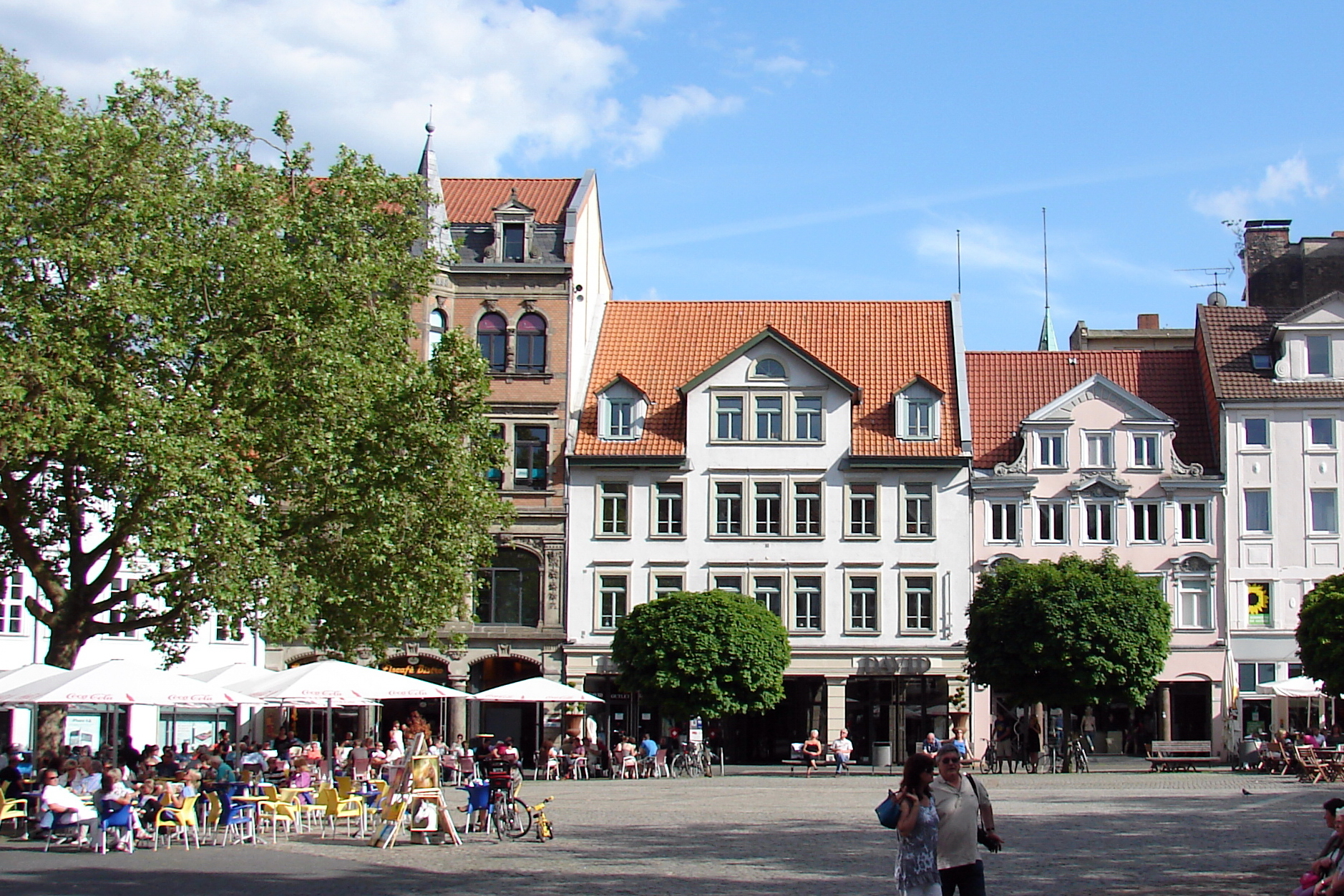
Kohlmarkt 5 (Haus im Zentrum): Hier hatte Emmy Vosen im Erdgeschoss und in der 1. Etage ihr „Damen-Konfektionsgeschäft“.

Über das Leben Emmy Vosens, bevor sie nach Braunschweig kam, ist fast nichts bekannt. Sie soll u. a. in Buer und Essen gelebt haben, wo sie wahrscheinlich eine Ausbildung zur Schneiderin gemacht hatte. Mitte 1903 kam sie nach Braunschweig, wo sie zunächst als Verkäuferin im Putzwarengeschäft Druwe am Kohlmarkt 5 arbeitete. 1912 übernahm sie das Geschäft und machte daraus ein „Damen-Konfektionsgeschäft“. Im Erdgeschoss war der Verkaufsraum, in der 1. Etage die Schneiderei. Schnell entwickelte sich das Geschäft zu einer der ersten Adressen der wohlhabenden weiblichen Braunschweiger Kundschaft.

### Leben unter dem Nationalsozialismus
Nach der „Machtergreifung“ der Nationalsozialisten am 31. Januar 1933 nahmen in Stadt und Land Braunschweig die Repressalien gegenüber politisch Andersdenkenden und Juden stark zu. So kam es in der Stadt am 11. März 1933 zum „Warenhaussturm“, eine von höchsten NSDAP-Funktionären, unter ihnen SA- und SS-Mitglied Friedrich Alpers sowie Innenminister Dietrich Klagges organisierte gezielte Gewaltaktion gegen „jüdische“ Geschäfte.
Vor allem im innerstädtischen Bereich um den Kohlmarkt herum befanden sich mehrere von Juden geführte Geschäfte, so das große Bekleidungsgeschäft Hamburger & Littauer, das direkt neben dem Geschäft von Emmy Vosen lag oder etwa 200 m entfernt das Kaufhaus Adolf Frank, das größte des Landes Braunschweig. Die meisten der „jüdischen“ Geschäfte wurden an diesem Tag verwüstet, nicht aber das von Emmy Vosen.
Als Reaktion auf diese inszenierte Gewaltaktion des NS-Regimes, wurde in ausländischen Zeitungen zum Boykott deutscher Waren aufgerufen, was wiederum von den Nationalsozialisten als Gegenreaktion den „Judenboykott“ auslöste. Ab dem 1. April 1933 sollten nach dem Willen der Nazis „jüdische“ Geschäfte boykottiert werden. Diese Aktion wurde aber bereits nach drei Tagen offiziell für beendet erklärt, da sie nicht die Unterstützung bei der Bevölkerung erhielt, die die Nationalsozialisten erwartet hatten. So kaufte die wohlhabende Kundschaft – darunter auch die Ehefrauen hoher SA- und SS-Funktionäre sowie von NSDAP-Mitgliedern – weiterhin, wenn auch heimlich, bei Emmy Vosen.
Die Umgehung des Verbots, „nicht bei Juden“ zu kaufen, sprach sich jedoch herum, sodass der Braunschweiger Leiter der SA-Hilfspolizei Otto Gattermann 1935 mit Verstärkung das Geschäft stürmte und die Geschäftsbücher beschlagnahmte, um an die Kundennamen zu gelangen. Diese Kundenliste wurde anschließend vervielfältigt und in der ganzen Stadt, v. a. in den Großbetrieben ausgehängt, sodass der Druck auf die dort aufgeführten Personen so stark wurde, dass sie nicht mehr bei Emmy Vosen kauften, um nicht selbst von Repressalien des Regimes getroffen zu werden. Einige NSDAP-Mitglieder wurden aus der Partei ausgeschlossen, weil ihre Ehefrauen bei Vosen Kundinnen waren.
In der Folge dieser Ereignisse und im Vorfeld der Olympischen Sommerspiele 1936 in Berlin wurde seitens des Regimes beschlossen, (vor der Weltöffentlichkeit zunächst) auf weitere Schikanen gegenüber Juden zu verzichten. So konnte Emmy Vosen ihr Geschäft weiter betreiben – aber der „jüdische“ Name „Vosen“ musste verschwinden. Sie übergab deshalb die Leitung an Erich Unger, dessen Name „Vosen“ ablöste. Unger war allerdings ebenfalls Jude, aber mit einer Christin verheiratet. Emmy Vosen konnte so noch einige Zeit heimlich als Schneiderin weiter arbeiten.
Am 31. März 1937 wurden mehrere Schaufenster „jüdischer“ Geschäfte auf dem Kohlmarkt, darunter auch das von Emmy Vosen mit „Jude“ beschmiert. Der Täter war das NSDAP-Mitglied Josef Zoul. Da er aber ohne „Parteiauftrag“ und somit eigenmächtig gehandelt hatte, wurde er wegen Sachbeschädigung zu einem Monat Haft verurteilt. In der Pogromnacht 9./10. November 1938 wurde auch das Geschäft Kohlmarkt 5 verwüstet, dabei wurde Erich Unger so schwer verletzt, dass er am 12. Dezember an den Folgen starb.
Emmy Vosen wohnte von 1919 bis 1930 im Haus Am Gaußberg 2, das der bekannten Braunschweiger Industriellen-Familie Schmalbach gehörte, Eigentümer des größten deutschen Verpackungsunternehmens Schmalbach-Lubeca. Dort war sie wegen der Wohnungsnot nach dem Ende des Ersten Weltkrieges von der Wohnbehörde einquartiert worden. Sie war unverheiratet und kinderlos. Mit der Familie, v. a. mit dem 1919 geborenen Sohn Hans-Werner († 1998) verband sie ein sehr inniges Verhältnis, das bis zu ihrer Deportation 1943 bestand. Hans-Werner Rössing-Schmalbach war nach dem Zweiten Weltkrieg Gesellschafter des größten westdeutschen Verpackungskonzerns Schmalbach-Lubeca in Braunschweig. In seinen 1990 verfassten „Erinnerungen“ bezeichnete er Emmy Vosen als „[m]eine zweite Mutter“. 1930 waren im Nebenhaus, Am Gaußberg 3, das der ebenfalls stadtbekannten Familie von Rhamm gehörte, zwei Zimmer frei geworden, in die Emmy Vosen einzog, aber weiter sehr engen Kontakt zur Familie Schmalbach hielt.

### Letzte Jahre: „Judenhaus“, Deportation und Tod

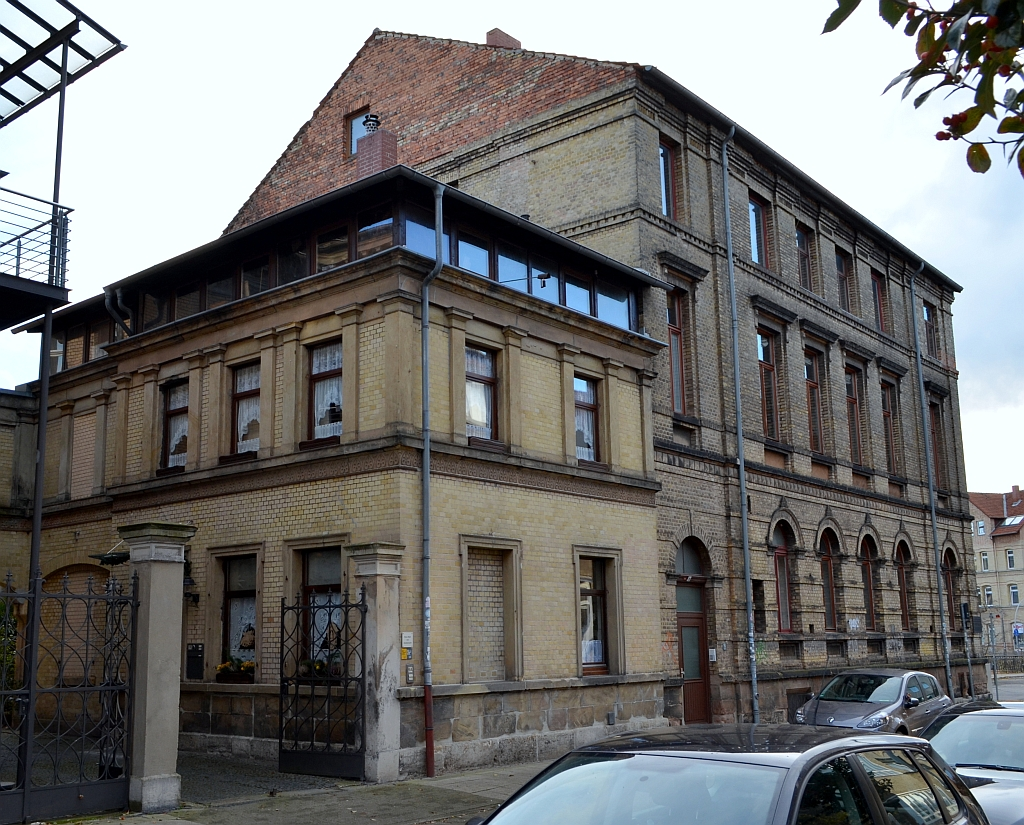
Ferdinandstraße 9: Ehemaliges „Judenhaus“, in dem Emmy Vosen und andere Juden bis zu ihrer Deportation am 16. März 1943 leben mussten (Foto von 2012).

Die Namensänderungsverordnung zwang ab 17. August 1938 alle jüdischen Frauen, zusätzlich zu ihrem Vornamen den Namen Sara anzunehmen, wenn sie nicht bereits einen Vornamen trugen, der als „typischer jüdischer Name“ angesehen wurde. Männer wurden gezwungen, den Vornamen „Israel“ anzunehmen. So musste Emmy Vosen den Namen „Sara“ annehmen.
1939 schließlich verkaufte sie ihr Geschäft an die Witwe des verstorbenen Erich Unger. Als Jüdin war sie gezwungen, das Geld auf ein Sperrkonto einzuzahlen, auf das sie keinen Zugriff hatte. Der Verbleib des Geldes in der Nachkriegszeit ist unbekannt. Nach dem Geschäftsverkauf wohnte sie zunächst in unmittelbarer Nähe zum Kohlmarkt in der Schuhstraße 21. Im Jahr darauf war sie als „Emmy Sara Vosen“ in der Rankestraße 9 im Östlichen Ringgebiet gemeldet. 1942 schließlich war sie, wie alle Juden in Braunschweig gezwungen, in einem der Judenhäuser der Stadt Braunschweig  zu leben, in ihrem Fall in der Ferdinandstraße 9. Von dort wurde sie zusammen mit sämtlichen Hausbewohnern am 16. März 1943 in das Ghetto Theresienstadt deportiert.

### Letztes Lebenszeichen
Im Sommer 1943 erhielt Familie Schmalbach eine Postkarte Emmy Vosens mit  Poststempel 28. Juni 1943 aus Waldmünchen – vermutlich aus dem Ghetto Theresienstadt herausgeschmuggelt:

„Meine sehr Lieben, heute habe [ich] Zeit und Gelegenheit Ihnen recht herzliche Grüße zu senden. Hoffentlich geht es Ihnen so gut wie mir. Mein Aufenthalt ist ähnlich von Natur wie Brenneckenbr. Hab eine Reise, die mir unvergesslich bleiben wird, hinter mir. Bin immer noch im Haushalt beschäftigt. Zu gern möchte [ich] eine Nachricht von dort haben aber später. Meine Gedanken sind immer bei Ihnen. Was macht Hans Werner, herzlich von mir zu grüssen. Mein Koffer ist abhanden gekommen, besitze 1 Hemd 1 Schlüpfer, 1 Rock 1 Bluse. Jeden Sonntag wird gewaschen und frisch angezogen, aber es geht und [ich] werde fertig.
Frohe Feste und tausend innige Grüsse für Alle stets Ihre
Elvira“

Das war das letzte Lebenszeichen. Der genaue Todeszeitpunkt Emmy Vosens ist unbekannt. Nach offizieller Lesart soll sie irgendwann 1944 im Ghetto Theresienstadt an Typhus gestorben sein.
Ende Dezember 1949 meldete sich Hermann Vosen, ein Neffe Emmy Vosens aus Buffalo im US-Bundesstaat New York bei der Jüdischen Gemeinde Braunschweig und bat um Auskunft über den Verbleib des Vermögens seiner Tante. Die Gemeinde teilte ihm mit, dass sie ohne Beweise keine Angaben zu Personen und zum Verbleib des Geldes machen möchte.
Im Gedenken an Emmy Vosen wurde jeweils ein Stolperstein vor ihrer Wohnung Am Gaußberg 3 sowie vor ihrem ehemaligen Geschäft Kohlmarkt 5 verlegt.